# 科克莱 (科克莱省)
Coclé是巴拿马科克莱省佩诺诺梅区的一个城市，2010年是人口为4,100。 该市2000年时人口为2,903，1990年时人口为3,637。